# Pompiers sans frontières
 (octobre 2017).
Pompiers sans Frontières (PoSF) est une organisation non gouvernementale agréée Sécurité Civile, privée, apolitique et sans but lucratif. Elle est spécialisée dans l'aide au développement.
L'ensemble de ses activités, qu'elles soient ponctuelles ou de longue durée, s'inscrit dans une optique de transfert de savoir-faire et d'appropriation auprès des communautés, des acteurs institutionnels, de la société civile et des acteurs de la Protection Civile.

## Histoire
En 1989, sur une route péruvienne, deux autobus surchargés se percutent de plein fouet. Le bilan est terrible : quarante morts et soixante blessés gisent dans un amas de tôles. Alors en voyage de noces en Amérique Latine, Serge Montesinos, jeune officier de sapeur-pompier français, est le témoin de cette tragédie pour laquelle aucun secours approprié ne viendra assister les victimes. 
Devant le constat du manque de moyen de secours de certains pays en développement, l'association Pompiers Sans Frontières voit le jour en 1991 avec, au départ, un objectif simple : mener des actions de renforcement des capacités des corps de pompiers qui ne disposent pas de suffisamment de moyens pour assurer leur mission de protection et de prévention. Ce renforcement se fera à travers des dons de matériel et des formations aux acteurs locaux de la protection civile.
Très rapidement, et devant l'analyse des problématiques des pays en développement dans lesquels elle intervient, l'ONG étend et spécialise son action au domaine de la gestion et prévention des risques, non seulement auprès des acteurs locaux de la Protection Civile, mais également auprès des institutions publiques (ministères de la santé, de l'éducation, etc.), de la communauté et de la société civile. Elle mène également en parallèle des interventions sur des terrains d'urgence humanitaire, à la suite de catastrophes naturelles ou de conflits armés.
Avec la création en 1993 de son bureau permanent au Pérou (OPAL : Office Pour l'Amérique Latine), l’ONG poursuit alors son action dans toute l’Amérique Latine en intervenant notamment au Chili, Mexique, Honduras, Salvador, en Colombie et Bolivie. Parallèlement, Pompiers Sans Frontières s’engage dans les Balkans à deux reprises, tout d’abord en Bosnie et en Croatie puis au Kosovo et en Albanie. Les missions se multiplient dans le bassin Méditerranéen et notamment en Turquie et en Algérie à la suite des tremblements de terre. Puis un peu partout en Afrique (Sénégal, Guinée équatoriale, Cameroun…) et au Moyen-Orient avec l’Irak. Au fur et à mesure des années, Pompiers Sans Frontières a diversifié et multiplié ses actions dans 30 pays du monde.

## Domaines d'intervention
Pompiers Sans Frontières entend faire en sorte que les catastrophes de demain n'aient plus le même impact sur les hommes et l'environnement. Aussi Pompiers Sans Frontières intervient dans le domaine de la prévention et la réduction des risques. 	
Cette thématique répond à une prise de conscience internationale traduite par le cadre d'action de Hyogo pour la période 2005 – 2015, approuvé lors de la conférence mondiale sur la prévention des catastrophes de Kobe, au Japon. 
Cette conférence a en effet permis de considérer que la réduction de la vulnérabilité locale, nationale et régionale face aux urgences et aux catastrophes d'origine naturelle ou anthropique, doit adopter une approche stratégique et systémique qui permette d'obtenir l'augmentation de la résilience des communautés et des nations.
Les urgences et catastrophes se dessinent à travers l'interaction de facteurs de vulnérabilité physique, sociale et environnementale qui provoquent des pertes humaines et matérielles, surtout dans les pays pauvres, affectant ainsi le développement obtenu au prix d'un grand effort. C'est pour cette raison que, selon le Cadre d'action de Hyogo, les efforts de réduction des risques, des urgences et des catastrophes doivent être intégrés systématiquement dans les politiques, les plans et les programmes de développement durable et de réduction de la pauvreté.
L'étude de la décennie précédant la conférence mondiale sur les catastrophes, pendant laquelle des directives mondiales (stratégie de Yokohama) ont été appliquées, notamment celles en relation à la réduction de l'impact des urgences et des catastrophes, a mis en évidence la rareté des ressources allouées à la réduction des risques, que ce soit au niveau local comme sur le plan de la coopération internationale. Face à ce constat, les défis particuliers du nouveau Cadre d'Action se sont distribués sur cinq secteurs, parmi lesquels se trouve la préparation pour une réponse efficace et une récupération effective.
C'est ainsi que Pompiers sans Frontières développe des programmes qui visent ou favorisent la création et le renforcement d'institutions, de mécanismes et de moyens à tous les niveaux, notamment au niveau de la communauté, qui puissent contribuer de façon systématique à augmenter la résilience face aux menaces.

## Représentations à l'étranger
L'association a des bureaux au Pérou et au Sénégal, ainsi que des correspondants au Maroc et à Madagascar